# Cryptophiale udagawae
Cryptophiale udagawae är en svampart som beskrevs av Piroz. & Ichinoe 1968. Cryptophiale udagawae ingår i släktet Cryptophiale, divisionen sporsäcksvampar och riket svampar.   Inga underarter finns listade i Catalogue of Life.